# 范絪
范絪（1440年—？），字太和，浙江台州府天台縣人，民籍。明朝政治人物。進士出身。
浙江鄉試第二十八名。成化八年（1472年）壬辰科會試第七十四名，殿試登進士第二甲第五十九名。

## 家族
曾祖父范彥善，贈左布政使。祖父范起宗，贈左布政使。父亲范理，曾任南京吏部左侍郎。